# Сайрус, Билли Рэй
Билли Рэй Сайрус (англ. Billy Ray Cyrus; род. 25 августа 1961, Флатвудс, штат Кентукки, США) — американский актёр и музыкант, исполнитель песен в стиле кантри. Стал известен благодаря дебютному синглу «Achy Breaky Heart» (1992). Первым и единственным его чарттоппером стал сингл «Old Town Road» (вместе с Lil Nas X), который пробыл на первом месте американского хит-парада Billboard’s Hot 100 19 недель (на 21 августа 2019).
Отец певицы Майли Сайрус

## Биография
Билли Рэй Сайрус родился 25 августа 1961 года в городе Флатвудс, штат Кентукки, США. Его отец занимался политикой, а дед был проповедником. В детстве будущий музыкант пел в церковном хоре и параллельно с этим занятием играл на гитаре, интерес к которой привил ему отец. После окончания школы Билли поступил в колледж Джорджтауна и на некоторое время оставил музыку, посвятив себя учёбе и игре в бейсбол.
С 1980 по 1990 год Сайрус работал в звукозаписывающей компании «Mercury Nashville Records», а с начала 1990-х годов занялся своей музыкальной карьерой. Его альбомы имели достаточно высокую популярность среди американцев: «Some Gave All», «It Won’t Be the Last», «Trail of Tears», «Shot Full of Love», «Time Flies», «Wanna Be Your Joe», «Home at Last».
Его раскруткой занимался Джек Макфэдден.
В 1999 году Билли Рэй сыграл свою первую серьёзную роль в кино, снявшись в фильме «Крутой Джек». Далее последовала небольшая роль в картине Дэвида Линча «Малхолланд Драйв». А в 2001 году он сыграл главную роль в сериале «Doc», а в 2006 году снялся в сериале «Ханна Монтана» в роли отца Майли Стюарт; сыграл в фильме «The Spy Next Door/Шпион по соседству»(2009).

## Семья

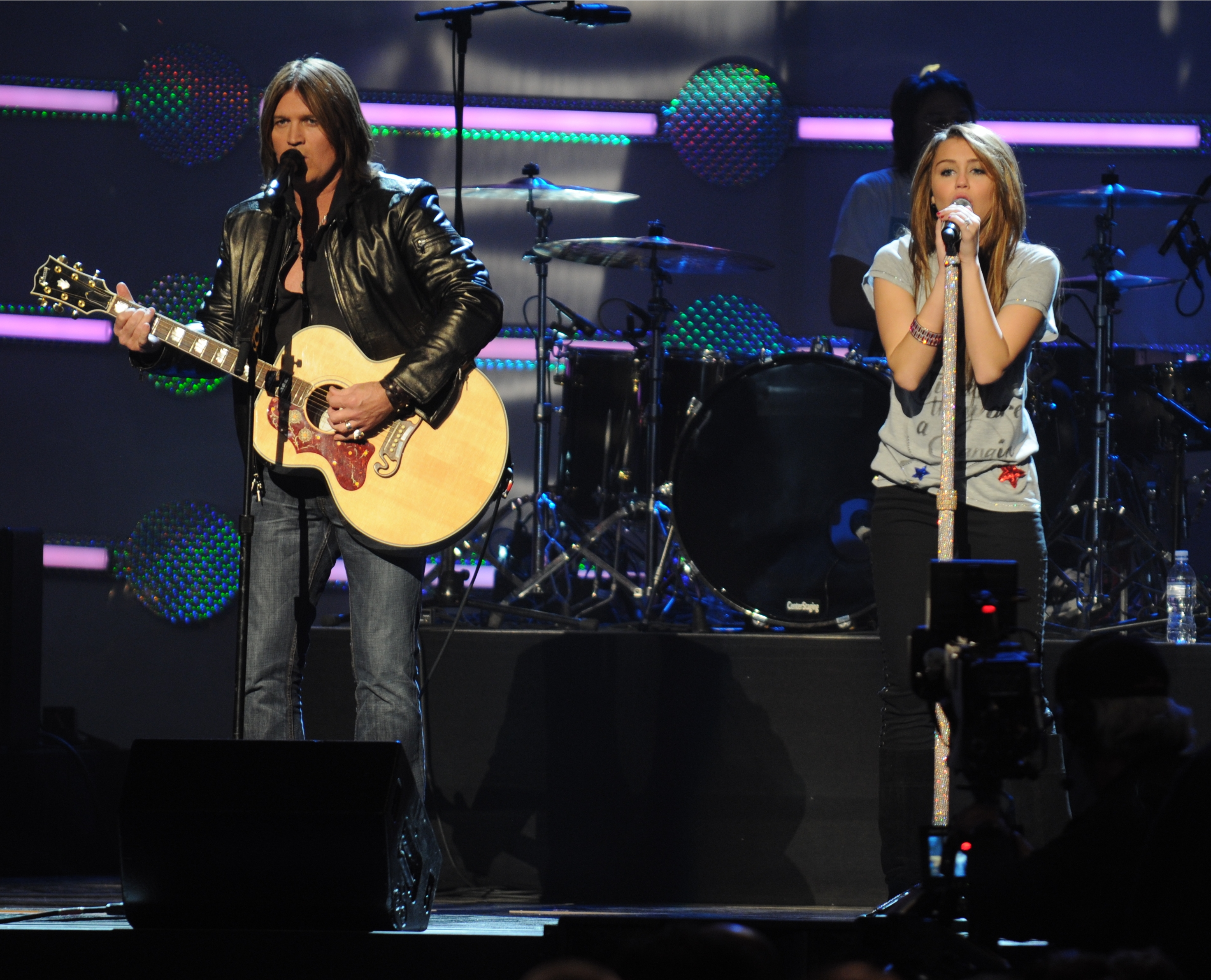
Билли выступает с дочкой Майли 19 января 2009 года

В 1986 году Билли Рэй Сайрус женился на Катрин Смайл, однако в 1991 году их брак распался. Есть сын Кристофер Коди. Живёт с матерью в Южной Каролине.
Второй супругой музыканта стала актриса Тиш Финли. Его приёмная дочь Бренди Сайрус тоже стала актрисой, вторая родная дочь Майли Сайрус (1992) — актрисой и певицей, а приёмный сын Трэйс — музыкантом в составе группы «Metro Station». Также у них есть сын Брейсон и дочь Ноа Сайрус, тоже актриса и певица.
В 2025 году он начал встречаться с Элизабет Хёрли. Они скоро поженятся.

## Дискография

### Студийные альбомы
- Some Gave All (1992)
- It Won't Be the Last (1993)
- Storm in the Heartland (1994)
- Trail of Tears (1996)
- Shot Full of Love (1998)
- Southern Rain (2000)
- Time Flies (2003)
- The Other Side (2003)
- Wanna Be Your Joe (2006)
- Home at Last (2007)
- Back to Tennessee (2009)
- I'm American (2011)
- Change My Mind (2012)
- Thin Line (2016)
- Set the Record Straight (2017)
- The SnakeDoctor Circus (2019)

### Сборники
- The Best of Billy Ray Cyrus: Cover to Cover (1997)
- Achy Breaky Heart (2001)
- 20th Century Masters — The Millennium Collection (2003)
- The Definitive Collection (2004)
- The Collection (2005)
- Love Songs (2008)
- iTunes Live from London (мини-альбом) (2009)
- The Best of Billy Ray Cyrus (2009)
- Icon (2011)
- The Definitive Collection (2014)
- The Distance: Best of Billy Ray Cyrus (2014)

## Фильмография
| Год       |    | Русское название                                         | Оригинальное название                                     | Роль                |
| --------- | -- | -------------------------------------------------------- | --------------------------------------------------------- | ------------------- |
| 1995      | с  | Няня                                                     | The Nanny                                                 | Камео               |
| 1999      | с  | Любовная лодка: следующая волна                          | The Love Boat: The Next Wave                              | Лассо Ларри Ларсен  |
| 2001      | ф  | Крутой Джек                                              | Radical Jack                                              | Джек                |
| 2001—2004 | с  | Доктор                                                   | Doc                                                       | Доктор Клин Кэссиди |
| 2002      | ф  | Малхолланд Драйв                                         | Mulholland Drive                                          | Ген                 |
| 2002      | ф  | Чтоб ты сдох!                                            | Wish You Were Dead                                        | Дин Лонго           |
| 2004      | ф  | Смерть и Техас                                           | Death and Texas                                           | Споди Перкинс       |
| 2004      | ф  | Элвис покинул здание                                     | Elvis Has Left the Building                               | Хэнк                |
| 2006—2011 | с  | Ханна Монтана                                            | Hannah Montana                                            | Робби Рэй Стюарт    |
| 2008      | ф  | Магазин приманок                                         | Bait Shop                                                 | Хот Род Джонс       |
| 2008      | ф  | Ханна Монтана и Майли Сайрус: Концертный тур «Две жизни» | Hannah Montana & Miley Cyrus: Best of Both Worlds Concert | Билли Рэй Сайрус    |
| 2009      | ф  | Пролетая                                                 | Flying By                                                 | Джордж Баррон       |
| 2009      | ф  | Ханна Монтана: Кино                                      | Hannah Montana: The Movie                                 | Робби Рэй Стюарт    |
| 2010      | ф  | Шпион по соседству                                       | The Spy Next Door                                         | Колтон Джеймс       |
| 2014      | тф | Акулий торнадо 2                                         | Sharknado 2: The Second One                               | доктор Квинт        |